# Alfvénsches Theorem
In der Magnetohydrodynamik besagt das alfvénsche Theorem (englisch auch Alfvén’s frozen in theorem), dass in einem Plasma mit unendlicher elektrischer Leitfähigkeit (das heißt, ohne elektrischen Widerstand) die Magnetfeldlinien im Fluid „eingefroren“ (befestigt) sind und sich mit diesem bewegen müssen. Diese Idee hat Hannes Alfvén 1942 veröffentlicht.
Dieses Theorem findet viele Anwendungen, beispielsweise in der Astrophysik, wo der elektrische Widerstand zwar nicht genau Null ist, aber oft sehr gering ist, sodass die Magnetfeldlinien näherungsweise im Fluid „gefroren“ sind.

## Mathematische Formulierung
Der magnetische Fluss durch eine Oberfläche {\displaystyle S} ist durch {\displaystyle \Phi _{B}=\int _{S}{\vec {B}}\cdot d{\vec {S}}} definiert, wobei {\displaystyle {\vec {B}}} das Magnetfeld ist. Das alfvénsche Theorem lautet:
{\displaystyle {\frac {d\Phi _{B}}{dt}}=0.}
Im Folgenden wird der Beweisansatz von hergeleitet.
Wir betrachten zwei sehr nah beieinander liegende Zeitpunkte {\displaystyle t} und {\displaystyle t+\delta t}. Eine Fläche {\displaystyle S} mit Rand {\displaystyle C} zum Zeitpunkt {\displaystyle t} wird durch die Fluidbewegung zu einer Fläche {\displaystyle S'}mit Rand {\displaystyle C'} zum Zeitpunkt {\displaystyle t+\delta t} und beschreibt damit ein Volumen {\displaystyle V}, indem es ein Band {\displaystyle S''} formt (siehe Abbild 1).

Abbild 1: Die Fläche mit dem Rand zum Zeitpunkt wird zur Fläche mit dem Rand zum Zeitpunkt. Die Bewegung des Randes formt ein Band,.

Die Änderung des magnetischen Flusses zwischen {\displaystyle t} und {\displaystyle t+\delta t} beträgt:
{\displaystyle \delta \Phi _{B}=\Phi _{B}(t+\delta t)-\Phi _{B}(t)=\int _{S'}{\vec {B}}(t+\delta t)\cdot d{\vec {S}}'-\int _{S}{\vec {B}}(t)\cdot d{\vec {S}}.}
Laut den Maxwell-Gleichungen ist {\displaystyle \nabla \cdot {\vec {B}}=0}, sodass sich zum Zeitpunkt {\displaystyle t+\delta t} aus dem gaußschen Integralsatz {\displaystyle \iint _{S'}{\vec {B}}(t+\delta t)\cdot d{\vec {S}}'-\iint _{S}{\vec {B}}(t+\delta t)\cdot d{\vec {S}}+\iint _{S''}{\vec {B}}(t+\delta t)\cdot d{\vec {S}}''=\iiint _{V}(\nabla \cdot {\vec {B}})dV=0}
ergibt. Das Vorzeichen des Integrals über {\displaystyle S} ist negativ, da die Richtung des infinitesimalen Flächenelements in die Richtung des Volumens zeigt.
Daraus folgt:
{\displaystyle \Phi _{B}(t+\delta t)=\iint _{S}{\vec {B}}(t+\delta t)\cdot d{\vec {S}}-\iint _{S''}{\vec {B}}(t+\delta t)\cdot d{\vec {S}}'',}
{\displaystyle \delta \Phi _{B}=\iint _{S}{\Big (}{\vec {B}}(t+\delta t)-{\vec {B}}(t){\Big )}\cdot d{\vec {S}}-\iint _{S''}{\vec {B}}(t+\delta t)\cdot d{\vec {S}}''.}
Man kann das Integral über der Fläche {\displaystyle S''} ermitteln, da für das infinitesimale Flächenelement {\displaystyle d{\vec {S}}''=d{\vec {l}}\times {\vec {v}}\delta t} gilt:
{\displaystyle \delta \Phi _{B}=\iint _{S}{\Big (}{\vec {B}}(t+\delta t)-{\vec {B}}(t){\Big )}\cdot d{\vec {S}}-\delta t\oint _{C}{\vec {B}}(t+\delta t)\cdot (d{\vec {l}}\times {\vec {v}}).}
Nach Division durch {\displaystyle \delta t} bekommt man:
{\displaystyle {\frac {\delta \Phi _{B}}{\delta t}}=\iint _{S}{\Big (}{\frac {{\vec {B}}(t+\delta t)-{\vec {B}}(t)}{\delta t}}{\Big )}\cdot d{\vec {S}}-\oint _{C}{\vec {B}}(t+\delta t)\cdot (d{\vec {l}}\times {\vec {v}}).}
Im Grenzfall {\displaystyle \delta t\to 0}, wird dies:
{\displaystyle {\frac {d\Phi _{B}}{dt}}=\int _{S}{\frac {\partial {\vec {B}}}{\partial t}}\cdot d{\vec {S}}-\oint _{C}{\vec {B}}\cdot (d{\vec {l}}\times {\vec {v}}).}
Sodass, beim Anwenden der Eigenschaften des Spatproduktes:
{\displaystyle {\frac {d\Phi _{B}}{dt}}=\int _{S}{\frac {\partial {\vec {B}}}{\partial t}}\cdot d{\vec {S}}+\oint _{C}({\vec {B}}\times {\vec {v}})\cdot d{\vec {l}}.}
Der Satz von Stokes führt zu:
{\displaystyle {\frac {d\Phi _{B}}{dt}}=\iint _{S}{\frac {\partial {\vec {B}}}{\partial t}}\cdot d{\vec {S}}+\iint _{S}\nabla \times ({\vec {B}}\times {\vec {v}})\cdot d{\vec {S}},} welches im Fall von einem elektrischen Widerstand {\displaystyle \eta =0} Null gleicht, da in diesem Fall {\displaystyle {\frac {\partial {\vec {B}}}{\partial t}}=\nabla \times ({\vec {v}}\times {\vec {B}})=-\nabla \times ({\vec {B}}\times {\vec {v}})}.